# Title Fight
Title Fight — американская рок-группа из Кингстона, штат Пенсильвания, сформировавшаяся в 2003 году. 
Группа выпустила 3 альбома — Shed (2011), Floral Green (2012) и Hyperview (2015), постепенно меняясь с хардкор-панк-ориентированного звука к более мягкому звучанию. Hyperview был выпущен на ANTI-, лейбле, на который группу подписали в июле 2014.

## История

### Ранний этап
Title Fight сформировались в 2003 году как трио, состоящее из Джейми Родена на гитаре и вокале, Неде Рассине на басу и брате-близнеце Неда — Бене на ударных, выступающее на местных концертах в Кингстоне и Уилкс-Барре. Название группы было взято из расписания передач HBO, которое Нед читал в детстве на чердаке. Помимо популярных панк групп, Роден отмечал Positive Numbers Fest (ежегодный хардкор/панк фестиваль в Уилкс-Барре) как немало повлиявший на группу. Группа записала демо, называвшееся «Down for the Count» в 2003, которую до сих пор доступно в интернете.
В 2005 к группе присоединился Шейн Моран на второй гитаре, с кем группа записала ещё две демо в 2005 и 2006, параллельно играя концерты, на которых, как они это называют, образовалось «небольшое сплоченное коммьюнити» Кингстона. В том числе группа выступала в Дойлстауне.

### Развитие
В 2007 году группа записала альбом совместно с Erection Kids на FlightPlan Records. Позже участники Erection Kids образовали группу Balance And Composure. Не слишком позднее группа выпустила первый сольный релиз — Kingston (также на FlightPlan Records), в феврале 2008. Title Fight играли с Fireworks на их туре с Set Your Goals. 16 октября, 2008, группа анонсировала переход под крыло Run for Cover Records. The Last Thing You Forget был записан в декабре 2008 на Getaway Group в Массачусетс с Джеем Маасом и выпущен в июне 2009 на Run for Cover Records. Альбом вышел на CD, графику к которому делал Джон Слэби, их старый друг из Уилкс-Барре. Уже в июне группа отправилась в тур с Crime in Stereo и Fireworks. Сразу после чего последовал тур по штатам с New Found Glory. The Kingston EP позже был перевыпущен на Six Feet Under Records с Дейвом Соседжем в роли продюсера. За эти года Title Fight изменили свое звучание ближе к мелодичному хардкору, ориентируясь на такие группы как Knapsack, Jawbreaker, и the Promise Ring.
В 2010 Title Fight попали в сборник America’s Hardcore от Triple B Record с новой песней «Dreamcatchers». В этом же году у них был тур по Соединенным Штатам с Bayside, Senses Fail и Balance And Composure и тур в Японии с H2O.

### SideOneDummy Records

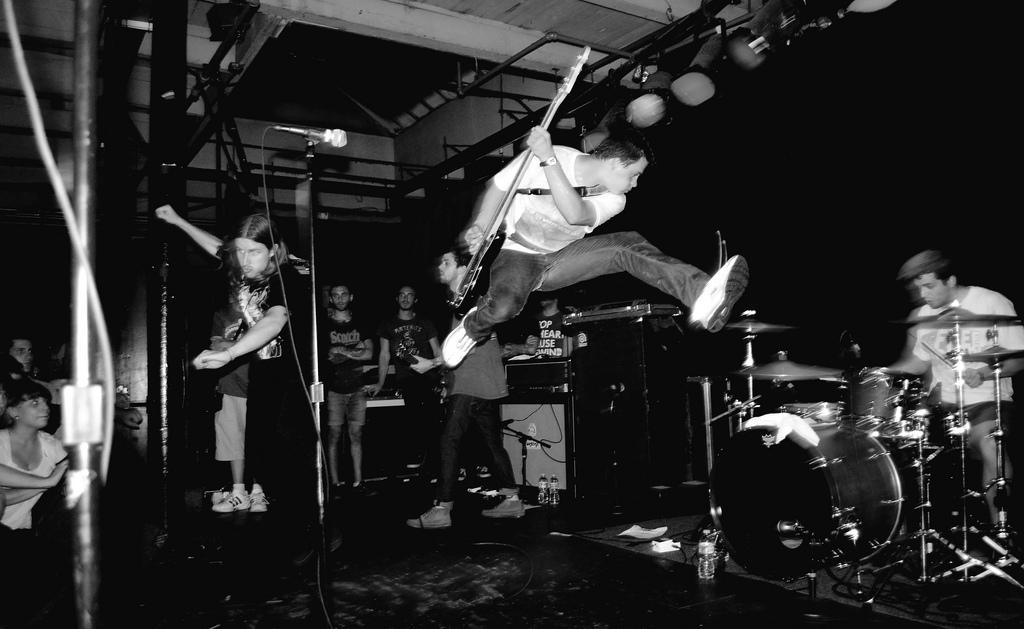
Title Fight in 2011

19 января 2011 Title Fight подписала SideOneDummy Records, после чего последовал анонс первого LP, продюсером которого выступил Уолтер Шрайфелс (Gorilla Biscuits, Quicksand, и Rival Schools), сведённый Уиллом Йипом на Studio 4 в Коншокахене. Также группа впервые отправилась в тур в роли хедлайнеров в 2011 с the Menzingers, Touche Amore, Dead End Path and Shook Ones.
Группа выпустила свой первый альбом, Shed, 3 мая 2011 года. 10 февраля они выпустили первую песню с Shed для бесплатного скачивания — 27, а также графику альбома. 23 февраля, SideOneDummy открыли предзаказ на новый 7" от Title Fight, называвшийся «Flood of '72». На 7" появились песни с Shed вместе с акустическими версиями треков. Выпущен данный релиз был 12 апреля.
20 мая 2011 года группа анонсировала австралийский тур с Touché Amoré в сентябре 2011 года.
Сразу по окончании AP Fall Tour 2011, Title Fight анонсировали 22-дневный европейский тур, первый концерт которого был уже 28 ноября, все того же 2011 года, в рамках которого группа концертировала во Франции, Нидерландах, Швейцарии, Италии, Австрии, Чехии, Германии, Бельгии, Соединенном Королевстве, а также в Ирландии. По ходу тура к ним присоединялись Balance And Composure и Transit.
В августе 2011 группа оба дня играла на фестивале Reading and Leeds festival в Соединённом Королевстве.
Title Fight поддержали Rise Against во второй части их 2012 Endgame Tour.
В январе 2012, на сайте Vans Warped Tour появился анонс, что Title Fight будут играть на этим летом в туре на Monster Energy stage.
17 июня 2012 и 8 июля 2012, Title Fight сыграли на главной сцене Vans Warped Tour.

### Floral Green and Spring Songs (2012—2014)
Title Fight анонсировали в tumblr что их следующий релиз Floral Green выйдет 18 сентября 2012. 24 июля Title Fight выпустили синг «Head in the Ceiling Fan» в бесплатный доступ в tumblr. 14 августа 2012 группа выпустила трек «Sympathy», на NPR . 13 сентября 2012 SPIN выпустил полный альбом на свой вебсайт. Floral Green занял #69 строчку на Billboard Top 200. 19 октярбря 2012, Title Fight пришли на шоу в Warrior Run совместно с the Menzingers, Tigers Jaw, Gypsy, и Grey Zine анонсировав тур по штатам в качестве хедлайнеров вместе с Tigers Jaw, Pianos Become the Teeth, Whirr, Young Beats и Single Mothers.
Title Fight выпустили EP из 4-х треков, под названием Spring Songs 12 ноября 2013 на Revelation Records, , второй трек с которого — «Be A Toy» — был выпущен синглом в августе в SPIN. Клип «Be A Toy» был выпущен 30 ноября, и был снят на Super 8 во время 2013 Spring European Tour Сьюзи Сереиджо.

### ANTI- Records и Hyperview (2014-настоящее время)
В июле 2014, группа анонсировала в своем Instagram-аккаунте, что была подписана на ANTI- Records, и уже в процессе записи нового альбома с Уиллом Йипом. 1 декабря группа анонсировала, что новый альбом будет называться Hyperview и будет выпущен 3 февраля 2015, а также выпустили клип на первый сингл — «Chlorine» на The FADER.
На данный момент группа не активна.

## Участники
- Джейми Роден — гитара, вокал (2003 — н. в.)
- Нед Рассин — бас, вокал (2003 — н. в.)
- Шейн Моран — гитара (2005 — н. в.)
- Бен Рассин — ударные (2003 — н. в.)

## Дискография
Студийные альбомы
- The Last Thing You Forget (2009, Run For Cover)
- Shed (2011, SideOneDummy)
- Floral Green (2012, SideOneDummy)
- Hyperview (2015, ANTI-)

Синглы, EP и сплиты
- Down for the Count (2003, self-released)
- Erection Kids / Title Fight (2007, Flight Plan)
- Kingston (2007, Six Feet Under)
- Live on WERS (2009, Run For Cover)
- Shed (2011, SideOneDummy)
- Missed (2011, SideOneDummy)
- Flood Of '72 (2011, SideOneDummy)
- Secret Society (2012, SideOneDummy)
- Sympathy (2012, SideOneDummy)
- Spring Songs (2013, Revelation)
- Touché Amoré / Title Fight (2013, Sea Legs)